# Liste der Stolpersteine in Rathenow
Die Liste der Stolpersteine in Rathenow  enthält die Stolpersteine, die im Rahmen des gleichnamigen Kunstprojekts von Gunter Demnig in der amtsfreien Stadt Rathenow im brandenburgischen Landkreis Havelland verlegt wurden. Auf der Oberseite der Betonquader mit zehn Zentimeter Kantenlänge ist eine Messingtafel verankert, die Auskunft über Namen, Geburtsjahr und Schicksal der Personen gibt, derer gedacht werden soll. Die Steine sind in den Bürgersteig vor den ehemaligen Wohnhäusern der Opfer der nationalsozialistischen Gewaltherrschaft eingelassen. Mit ihnen soll Opfern des Nationalsozialismus gedacht werden, die in Rathenow lebten und wirkten.

## Juden in Rathenow
Die jüdische Gemeinde in Rathenow zählte zu den kleinen Gemeinden, so lebten hier 1933 ungefähr 140 Juden, darunter 40 Zensiten, bei einer Gesamtbevölkerungszahl von ungefähr 28.000. Die Gemeinde verfügte über Synagoge, Schächterei und Friedhof. Die Synagoge, die 1926 eingeweiht wurde, wurde bereits wenige Monate später das erste Mal angegriffen. Im März 1927 versuchten politische Fanatiker sie in Brand zu stecken, ein Schornsteinfegermeister konnten die Zündler vertreiben. Bereits wenige Wochen nach der Machtergreifung Hitlers und der NSDAP begann die Verfolgung der jüdischen Einwohner. Am 1. April 1933 wurde zum Boykott jüdischer Geschäfte aufgerufen, am 27. Juni 1933 verhafteten die Nationalsozialisten massenhaft politische Gegner und jüdische Geschäftsleute. Die Verhafteten wurden mit Sammeltransporten in das Lager Oranienburg gebracht. Im Jahr 1935 begannen Zwangsarisierungen von jüdisch-geführten Unternehmen und Handelshäusern. In der Nacht der Novemberpogrome 1938 wurde die Synagoge Opfer von Nazi-Horden, Fenster wurden eingeschlagen, Mobiliar zerstört, der Toraschrein aufgebrochen und die Torarollen entweiht. Die Synagoge wurde nur deshalb nicht angezündet, weil ein nichtjüdischer Hausmeister ebenfalls in dem Gebäude lebte. Die meisten männlichen Mitglieder der jüdischen Gemeinde wurden verhaftet und in das KZ Sachsenhausen deportiert. Den Familien Abraham, Windmüller, Kirschmann und Salomon, die sich in Sicherheit bringen wollten, wurden ihr Eigentum und ihre Rücklagen geraubt, sie verloren auch ihre Staatsbürgerschaft. Die verbliebenen Juden wurden 1941 in Sammelwohnungen zusammengepfercht und ab 1942 in Konzentrations- und Vernichtungslager deportiert und ermordet. Der jüdische Arzt Salomon Markus beging vor seiner Deportationen noch Selbstmord, seine Beerdigung war die letzte auf dem hiesigen jüdischen Friedhof.
Die Shoah überleben konnte nur ein Jude aus Rathenow, Johannes Danielsohn. Er war nach Theresienstadt deportiert worden und kehrte 1945 in seine Heimatgemeinde zurück. Nachfahren der vertriebenen Juden aus Rathenow leben in Nord- und Südamerika und Israel.

## Verlegte Stolpersteine
In Rathenow wurden vier Stolpersteine an zwei Adressen verlegt.
| Stolperstein | Inschrift                                                                                | Verlegeort       | Name, Leben |
| ------------ | ---------------------------------------------------------------------------------------- | ---------------- | --- |
|              | HIER WOHNTE BERTA BLANKA KADDEN GEB. HEILBRONN JG. 1866 DEPORTIERT 1942 THERESIENSTADT ? | Steinstraße 40 · | Berta Blanka Kadden, geborene Heilbronn oder Heilbrunn, wurde am 16. Februar 1866 im Landkreis Schwerin (Warthe) geboren. Ihre Mutter war Cäcilie Heilbronn, geborene Sänger. Sie heiratete Joseph Kadden (1866–1934), Das Paar hatte zwei Söhne, Siegbert (1894–1916) und Alfred. Mit ihrem Mann gemeinsam führte Bertha Kadden ein Schuhgeschäft in der Steinstraße 26. 1925 erfolgte, nach dem Erwerb des Hauses und des Grundstückes, ein Umzug in die Steinstraße 38. Nach dem Tod ihres Ehemannes 1934 versuchte Kadden ebenfalls zu ihrem Sohn nach Palästina zu gelangen und ersuchte um Devisen für diese Reise. Alle Anträge für Devisen wurden ihr abgelehnt, 1938 wurde ihr der Pass entzogen und kurz darauf, im Januar 1939, wurde ihr gesamtes Vermögen unter Sicherungsanordnung gestellt, sie durfte monatlich nur noch über 500 Reichsmark verfügen. Begründet wurde die Anordnung mit "Verdacht der Auswanderung". Auch nachdem sie ihr Grundstück und ihr Haus verkaufte, hatte sie keinerlei Zugriff auf das dadurch erworbene Geld. Ab 1941 wurden die noch in Rathenow lebenden Familien in vier Wohnungen zusammengepfercht. Berta Kadden, die Nichte ihres Ehemanns, zugleich Schwester ihrer Schwiegertochter, Emma Sinasohn, eine weitere Verwandte, Hildegard Sinasohn sowie Alfred und Franziska Kornblum lebten zusammen in einer Wohnung in der Steinstraße 38. Berta Blanka Kadden wurde am 3. Oktober 1942 über das Lager Radlinkendorf nach Theresienstadt deportiert und kam dort am 22. Oktober 1942 ums Leben. Auch Emma und Hildegard Sinasohn sowie die Eheleute Kornblum haben die Shoah nicht überlebt. Ihr Sohn Alfred betrieb ebenfalls in der Steinstraße 38 ein Geschäft, Raro-Optik/Großhandel. 1933 flüchtete er nach Palästina und konnte so überleben. Nach der Wiedervereinigung Deutschlands erfolgte eine Entschädigung an die Nachfahren Berta Kaddens. |
|              | HIER WOHNTE ALFRED KORNBLUM JG. 1878 DEPORTIERT GHETTO WARSCHAU ?                        | Steinstraße 1 ·  | Alfred Kornblum wurde am 7. Juli 1878 in Rybnik geboren. Seine Eltern waren Hermann Kornblum und Karoline, geborene Hamburger. Er hatte sechs Geschwister. 1909 zog Alfred Kornblum nach Rathenow und war dort als Kaufmann tätig, er betrieb ein Herrenartikelgeschäft. 1910 heiratete er Franziska Windmüller. Das Ehepaar bekam drei Söhne, Herbert (geboren 1910), Günter (geboren 1912) und Egon (geboren 1918). Alfred Kornblum war ein angesehener Bürger der Stadt, 1937 wurde er Vorsitzender der Jüdischen Gemeinde von Rathenow. Nach der Machtergreifung Hitlers und der NSDAP wurde das Leben der jüdischen Mitbürger zunehmend unerträglich. Alfred Kornblum musste 1937 sein Geschäft aufgeben, sein Sohn Egon durfte seine Optiker-Lehre nicht abschließen. Nach den Novemberpogromen des Jahres 1938 wurde Alfred Kornblum in sogenannte "Schutzhaft" genommen und in das KZ Sachsenhausen deportiert. Dort wurde ihm und anderen Vorstandsmitgliedern der jüdischen Gemeinde der Verkauf der Synagoge abgepresst. Am 18. November 1938 wurde er aus der Haft entlassen, am 8. Januar 1939 starb sein ältester Sohn Herbert an Leukämie. Wenig später flüchtetet die anderen beiden Söhne aus Hitler-Deutschland, Günter ging nach Palästina, Egon nach Shanghai. 1941 verlor das Ehepaar auch noch die Wohnung und wurde zwangsweise mit anderen in der Wohnung von Berta Kadden einquartiert. Am 14. April 1942 wurden Alfred und Franziska Kornblum von Magdeburg über Potsdam und Berlin in das Warschauer Ghetto deportiert. Beide wurden vom NS-Regime ermordet. Alfred Kormblum wurde im Warschauer Ghetto ermordet. Ein letztes Lebenszeichen seiner Ehefrau Franziska Kornblum war eine Postkarte aus dem Ghetto von Mai 1942, worin sie ihrem Sohn Günter mitteilte, dass sein Vater verstorben sei. Über ihr weiteres Schicksal ist nichts bekannt. Sowohl Egon als auch Günter Kornblum konnten überleben. Egon Kornblum erkrankte in Shanghai lebensgefährlich an Bauchtyphus, überlebte, ging 1948 in die Vereinigten Staaten, heiratete und zog nach Israel. Damals hatte das Ehepaar zwei Kinder. 1958 kehrte Egon Kornblum nach Deutschland zurück und ließ sich mit seiner Familie in Essen nieder. Dort bekam das Ehepaar noch ein drittes Kind. Er kam ab 1992 regelmäßig nach Rathenow und hielt dort Vorträgen in Schulen. Er starb am 25. Januar 2005 in Essen. |
|              | HIER WOHNTE FRANZISKA KORNBLUM GEB. WINDMÜLLER JG. 1879 DEPORTIERT GHETTO WARSCHAU ?     | Steinstraße 1 ·  | Franziska Kornblum geb. Windmüller wurde am 25. September 1879 im mittelhessischen Schlitz geboren. Ihre Eltern waren Moses Windmüller und Sarah. 1910 heiratete sie Alfred Kornblum, Kaufmann in Rathenow. Das Ehepaar bekam drei Söhne, Herbert (geboren am 15. Dezember 1910), Günter (geboren am 15. November 1912) und Egon (geboren am 15. Mai 1918). Obwohl ihr Ehemann ein angesehener Bürger der Stadt war, musste er 1937 sein Herrenartikelgeschäft schließen und einen Wanderverkäuferschein lösen. In dieser schwierigen Zeit wurde er Vorsitzender der Jüdischen Gemeinde von Rathenow. Nach den NS-Ausschreitungen im November 1938 wurde ihr Ehemann in das KZ Sachsenhausen deportiert. Am 8. Januar 1939 starb ihr ältester Sohn an Leukämie. Wenig später flüchteten die beiden anderen Söhne aus Hitler-Deutschland, Günter ging nach Palästina, Egon nach Shanghai. 1941 verlor das Ehepaar auch noch die Wohnung. Am 14. April 1942 wurden Alfred und Franziska Kornblum von Magdeburg über Potsdam und Berlin in das Warschauer Ghetto deportiert. Beide wurden vom NS-Regime ermordet, Alfred Kornblum im April oder Mai 1942 in Warschau, Franziska Kornblum zu einem unbekannten Zeitpunkt an einem unbekannten Ort. Die beiden jüngeren Söhne konnten die Shoah überleben und Familien gründen. Albert Windmüller suchte von São Paulo aus seine Geschwister Julius Windmüller, Johanna Paradies geb. Windmüller und deren Mann und Kind, Frieda Windmüller und Franziska (Fraenze) Kornblum. Sie waren alle im Zuge der Shoah ermordet worden. |
|              | HIER WOHNTE EMMY SINASOHN GEB. PURTMANN JG. 1903 DEPORTIERT GHETTO WARSCHAU ?            | Steinstraße 40 · | Emmy Sinasohn geb. Purtmann oder Portmann, genannt Emmy, wurde am 20. April 1903 in Hattingen geboren. Ihre Eltern waren Nachman Portmann und Minna, geborene Kadden (1871–1942). Sie hatte mehrere Geschwister, darunter Luisa, Sophie und Greta. Emma Portmann heiratete den Kaufmann Fritz Sinasohn. Spätestens ab 1941 lebte sie zusammen mit Berta Kadden, Hildegard Sinasohn und der Familie Kornblum zwangsweise in der Steinstraße 38. Emma Sinasohn wurde ins Ghetto Warschau deportiert und hat die Shoah nicht überlebt. Auch ihre Mutter, zwei ihrer Schwestern und die Schwester ihres Ehemannes wurden im Zuge der Shoah ermordet, die Mutter wurde nach Theresienstadt deportiert, Schwester Luise und Schwägerin Hildegard in das Warschauer Ghetto, Schwester Sophie in das Ghetto Piaski. Emma Sinasohns Ehemann konnte die Shoah überleben. Er lebte in London und nahm 1948 die britische Staatsbürgerschaft an. |

## Verlegung
- 14. März 2007 durch den Künstler Gunter Demnig persönlich

Während der Verlegungszeremonie sprach der Bürgermeister der Stadt Rathenow, Ronald Seeger, Worte gegen das Vergessen. Im Anschluss an die Verlegung der Stolpersteine fand im Torhaus Rathenow eine öffentliche Matinee statt.